# PCHA 1912
Die Saison 1912 war die erste reguläre Saison der Pacific Coast Hockey Association (PCHA). Meister wurden die New Westminster Royals.

## Modus
In der Regulären Saison absolvierten die drei Mannschaften jeweils zwischen 15 und 16 Spielen. Der Erstplatzierte nach der regulären Saison wurde Meister. Für einen Sieg erhielt jede Mannschaft zwei Punkte, bei einem Unentschieden einen Punkt und bei einer Niederlage null Punkte.

## Saisonverlauf

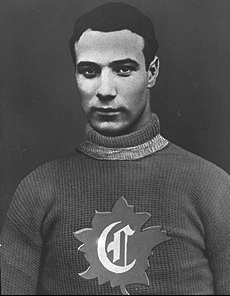
Toptorschütze Newsy Lalonde

Die Saison wurde am 2. Januar 1912 mit einem Heimspiel der Victoria Aristocrats gegen die New Westminster Royals eröffnet. Vor 2.500 Zuschauern gewannen die Royals das erste Spiel der Ligageschichte mit 8:3. Royals-Spieler Ran McDonald erzielte das erste Tor der Ligageschichte und war mit insgesamt vier Toren entscheidend am Sieg seiner Mannschaft beteiligt. Aufgrund von Verzögerungen beim Bau ihrer Arena mussten die Royals ihre Heimspiele in der Arena der Vancouver Millionaires austragen. Den Ligatitel konnten sich die New Westminster Royals am 19. März mit einem 7:5-Sieg über die Vancouver Millionaires sichern, nachdem beide Mannschaften bis zum vorletzten Spieltag noch gleichauf lagen. Toptorschütze wurde Newsy Lalonde von den Millionaires, der in 15 Spielen 27 Mal traf und anschließend zu den Canadiens de Montréal aus der National Hockey Association wechselte.

## Reguläre Saison

### Tabelle
Abkürzungen: GP = Spiele, W = Siege, L = Niederlagen, T = Unentschieden, GF = Erzielte Tore, GA = Gegentore, Pts = Punkte
|                        | GP | W | L | T | GF  | GA | Pts |
| ---------------------- | -- | - | - | - | --- | -- | --- |
| New Westminster Royals | 15 | 9 | 6 | 0 | 78  | 77 | 18  |
| Vancouver Millionaires | 15 | 7 | 8 | 0 | 102 | 94 | 14  |
| Victoria Aristocrats   | 16 | 7 | 9 | 0 | 81  | 90 | 14  |

### Toptorschützen
|     | Spieler          | Team            | Tore |
| --- | ---------------- | --------------- | ---- |
| 1.  | Newsy Lalonde    | Vancouver       | 27   |
| 2.  | Harry Hyland     | New Westminster | 26   |
| 3.  | Tommy Dunderdale | Victoria        | 24   |
| 4.  | Frank Patrick    | Vancouver       | 23   |
| 5.  | Don Smith        | Victoria        | 19   |
| 5.  | Sibby Nichols    | Vancouver       | 19   |
| 7.  | Tom Phillips     | Vancouver       | 17   |
| 8.  | Ran McDonald     | New Westminster | 16   |
| 9.  | Ken Mallen       | New Westminster | 14   |
| 10. | Lester Patrick   | Victoria        | 10   |
| 10. | Bobby Rowe       | Victoria        | 10   |